# Kwant (program telewizyjny)
Kwant – program popularnonaukowy emitowany przez Telewizję Polską na TVP1 od 8 września 1986 roku do jesieni 1997. Prowadzącym był Roman Kanciruk wraz z grupą młodych osób. Program był podzielony na kilka mniejszych bloków – każdy omawiał różne osiągnięcia naukowo-techniczne, ciekawostki przyrodnicze i inne. Stałym elementem programu były coroczne turnieje wiedzy (Super Głowa). Po programie emitowany był film lub serial naukowy, w tym m.in. francuski serial animowany Było sobie życie.
Ścieżkę dźwiękową czołówki programu stanowił utwór Jeana Michel Jarre'a – „Équinoxe 5”. Początkowo program trwał około 40–50 minut, zaś w późniejszym okresie skrócono czas jego emisji do 20 minut. 
W 1987 program był jednym z laureatów Konkursu im. Bruno Winawera.
Kwant zniknął ostatecznie z anteny telewizorów jesienią 1997 roku.